# Hypatos

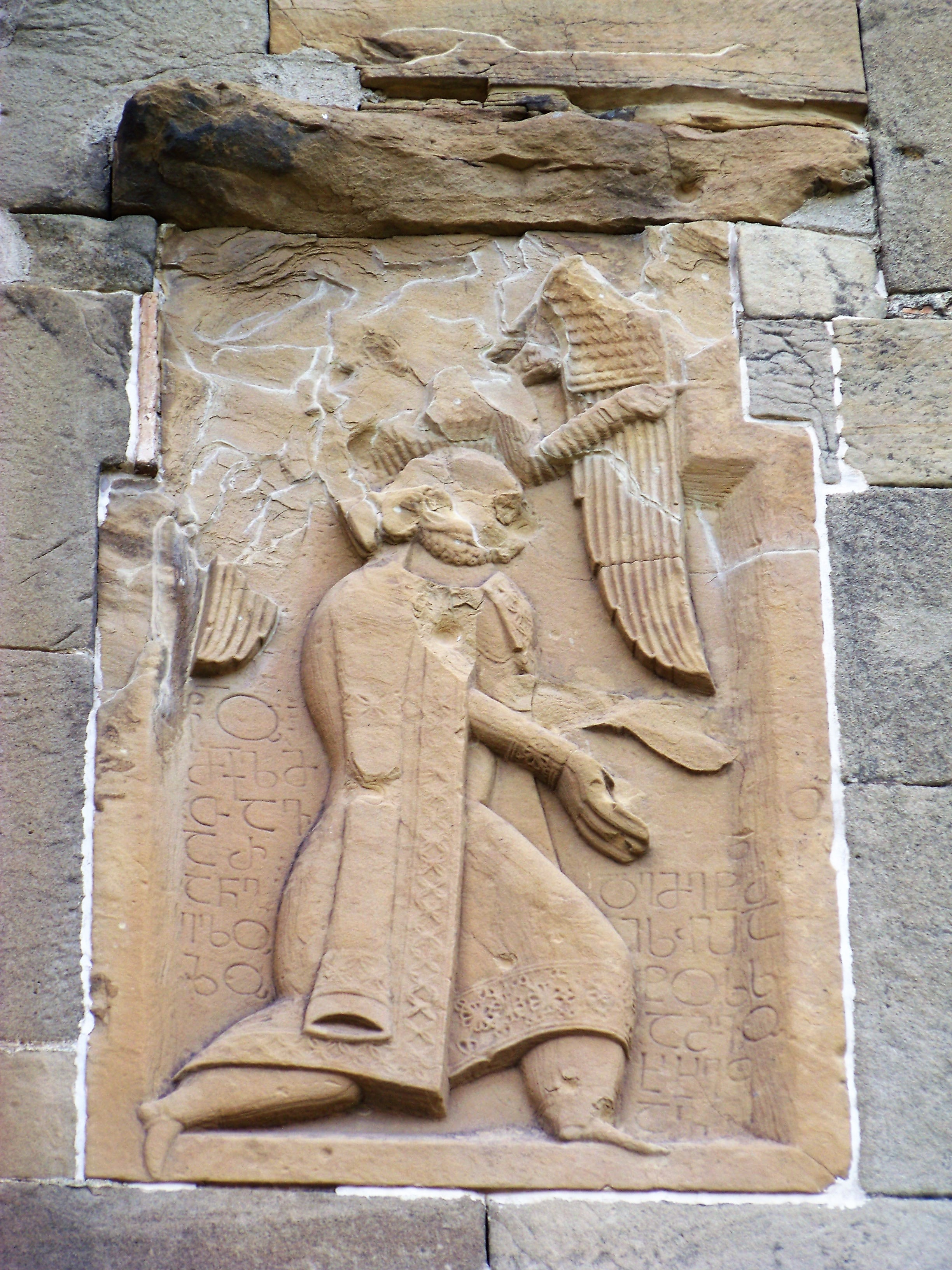
Bas-relief du monastère de Jvari

L’hypatos (en grec : ὕπατος) et le titre dérivé apó hypátōn ((ἀπὸ ὑπάτων, « ancien hypatos ») est une dignité de cour qui est originellement la traduction en grec du latin consul. Cette dignité vient des consulats honoraires décernés à la fin de l'Empire romain et survit jusqu'au XIIe siècle. Elle est souvent conférée aux dirigeants des principautés du sud de l'Italie. Dans les documents italiens, le terme est souvent latinisé en hypatus ou ypatus, voire ipato. La forme féminine est hypatissa (ὑπάτισσα).

## Histoire
La création des consuls ordinaires dans l'Antiquité tardive est irrégulière. Après la division de l'empire en deux parties en 395, les deux consulats sont aussi divisés. L'office, qui est essentiellement devenu honoraire et assez cher, reste parfois vacant plusieurs années. Les empereurs sont généralement des consuls ordinaires et, après 541, à l'exception de l'empereur qui récupère ce titre à son accession, aucun consul ordinaire n'est nommé. À partir de ce moment, seuls des consulats honoraires sont conférés et le titre perd en prestige. Du VIe au IXe siècle, beaucoup de preuves sigillographiques de fonctionnaires détenant le titre sont trouvées. Il est généralement porté par des hommes situés au milieu de la hiérarchie administrative et dans l'administration fiscale. Toutefois, à la fin du IXe siècle, comme le précise le Kletorologion de Philothée, c'est l'une des dignités les moins importantes réservées aux « hommes barbus » (c'est-à-dire les non-eunuques). Le titre d’hypatos se positionne entre ceux de spathaire et de strator. Un diplôme est aussi conféré lors de la remise du titre. Dans le Taktikon de l'Escorial, écrit vers 975, l’hypatos apparaît comme un office régulier plutôt que comme une dignité honoraire, confié en plus de fonctions judiciaires selon Nicolas Oikonomidès. À la fin du XIe siècle, le titre regagne en importance, dépassant celui de protospathaire, mais disparaît au milieu du XIIe siècle.
Le titre est souvent conféré aux dirigeants des cités-états du sud de l'Italie, sur la côte thyrrhénienne, qui reconnaissent l'autorité byzantine entre les IXe et XIe siècles. Finalement, avec l'affaiblissement du pouvoir byzantin dans la région, ces dirigeants prennent le titre plus familier de consul et de dux (duc). Les hypatoi les plus célèbres sont ceux de Gaète. Jean Ier de Gaète obtient ainsi le titre de patrice comme récompense de sa victoire contre les Sarrasins. À Gaète, le titre féminin d’hypatissa est remplacé par celui de doukissa sous le règne de Docibile II de Gaète et de sa femme Orania dans la première moitié du Xe siècle.
Ce titre est à la racine de ceux d’anthypatos (vice-hypathos, soit « proconsul ») et de dishypatos (deux fois hypatos) ainsi que de l'office d’hýpatos tōn philosóphōn (ὕπατος τῶν φιλοσόφων, « chef des philosophes »), un titre donné au dirigeant de l'université de Constantinople du XIe au XIVe siècle.